# Dél-Korea hívójelkörzetei
Dél-Korea hívójelkörzetei követik az ország tartományi határait, egy hívójelkörzetbe több tartomány, illetve tartományi jogú város tartozik.
Dél-Korea számára az ITU a 6[K..N], D[7..9], D[S..T], HL hívójelprefixeket osztotta ki.

## Dél-Korea hívójelkörzetei[1][2][3]
| Prefix  | Körzet | Hely/jelleg                                                |
| ------- | ------ | ---------------------------------------------------------- |
| 6[K..N] | [0..9] | Dél-Korea                                                  |
| D[7..9] | [0..9] | Dél-Korea                                                  |
| D[S..T] | [0..9] | Dél-Korea                                                  |
| HL, DS  | 0      | Klubállomások                                              |
| HL, DS  | 1      | Szöul                                                      |
| HL, DS  | 2      | Kjonggi                                                    |
| HL, DS  | 2      | Kangvon                                                    |
| HL, DS  | 2      | Incshon                                                    |
| HL, DS  | 3      | Észak-Cshungcshong                                         |
| HL, DS  | 3      | Dél-Cshungcshong                                           |
| HL, DS  | 3      | Tedzson                                                    |
| HL, DS  | 4      | Észak-Csolla                                               |
| HL, DS  | 4      | Dél-Csolla                                                 |
| HL, DS  | 4      | Kvangdzsu                                                  |
| HL, DS  | 4      | Csedzsu                                                    |
| HL, DS  | 5      | Észak-Kjongszang                                           |
| HL, DS  | 5      | Dél-Kjongszang                                             |
| HL, DS  | 5      | Ulszan                                                     |
| HL, DS  | 5      | Puszan                                                     |
| HL, DS  | 8      | Dél-Korea antarktiszi kutatóállomásai (Csak HL prefixszel) |
| HL, DS  | 9      | Az USA katonai személyzetének fenntartva                   |

## Lajstromjel
Vízi és légi járművek lajstromjelezéséhez a HL prefixet használják.